# Římov (Boêmia do Sul)
Římov é uma comuna checa localizada na região da Boêmia do Sul, distrito de České Budějovice.